# Brahmina cardoni
Brahmina cardoni är en skalbaggsart som beskrevs av Brenske 1892. Brahmina cardoni ingår i släktet Brahmina och familjen Melolonthidae. Inga underarter finns listade.